# Wrecking Crew (computerspel)
Wrecking Crew is een platformspel dat is ontwikkeld en uitgeven door Nintendo. Het spel kwam in 1985 uitkwam voor de NES. Het spel is ontworpen door Yoshio Sakamoto.
In dit spel bestuurt de speler Mario, terwijl hij werkt aan het vernietigen van verscheidene objecten in het level. De levels zijn ontworpen voor verscheidene verschillende etages die zijn verbonden door middel van een ladder of, zoals soms gebeurt, juist niet. Het levelontwerp is belangrijk en de levels zijn ontworpen om vernietigbare ladders, bommen en blokken te huisvesten in een bepaalde volgorde. Om de dingen moeilijker te maken moest de speler puzzels oplossen terwijl hij fireballs, apen- en planten vijanden en een ontwerpleider genaamd Spike  (Blackey in Japan), ontweek. Men denkt vaak dat Spike de basis was voor het personage Wario in de latere spellen (net zoals dat Donkey Kong's Pauline de basis zou zijn voor Princess Peach).

## Platforms
| Jaar | Platform                |
| ---- | ----------------------- |
| 1985 | Arcade, NES             |
| 1989 | Famicom Disk System     |
| 2004 | Game Boy Advance        |
| 2007 | Virtual Console (Wii)   |
| 2011 | Virtual Console (3DS)   |
| 2013 | Virtual Console (Wii U) |

## Ontvangst
| Beoordeeld door | Platform | Datum             | Score |
| --------------- | -------- | ----------------- | ----- |
| Génération 4    | NES      | 1987              | 85%   |
| 1UP!            | NES      | 6 oktober 2008    | 83%   |
| HonestGamers    | NES      | 22 september 2012 | 80%   |
| Nintendo Life   | VC Wii   | 25 augustus 2007  | 80%   |
| IGN             | VC Wii   | 28 november 2007  | 70%   |
| GameSpot        | VC Wii   | 3 december 2007   | 70%   |
| Nintendo Life   | VC Wii U | 24 juni 2013      | 60%   |
| Mag'64          | VC Wii   | 8 maart 2010      | 52%   |
| Tilt            | NES      | december 1987     | 50%   |
| Power Play      | NES      | 1987              | 35%   |